# Ivánfahegy
Ivánfahegy Kaposvár egyik déli városrésze. Rómahegytől keletre, Kaposszentjakabtól délnyugatra helyezkedik el, családi házas, kertvárosias övezet. Nyugati oldala a Béla király utcán és a Nyugativánfa utcán közelíthető meg, keletről gyalogosan juthatunk fel a hegyre a Keletivánfa utca végén induló lépcsőn vagy a Kápolna utcán (a „drótos horhón”). A területen egykor önálló falu, majd szőlőhegy volt. A „hegy” a szájhagyomány szerint egyike annak a hét dombnak, amelyre Kaposvár épült - akárcsak az ókori Róma, bár a párhuzam a két város között nem felel meg a valóságnak.

## Története
A középkorban itt lehetett egy Ivánfalva, röviden Ivánfa nevű önálló település. Bár közvetett bizonyítékok vannak rá, hogy már 1403-ban is létezett, első írásos említése csak 1443-ból származik. A törökök kiűzése után az új földesurak, az Esterházyak területét Kaposvárhoz csatolták.
Az Ivánfahegyi városrészt az 1950-es évek után jelölték ki a városfejlesztés területei között lakófunkcióra. A korábban szőlőhegyként funkcionáló területen ma is sok külterületen fekvő lakóépület van, a korábbi gazdálkodás eredményeként.

## Nevezetességek
- Szent Donát kápolna - a hegy tetején álló műemlék barokk stílusban épült a 18. században, tornya 1930-ból származik.[3]
- Régi kőkeresztek: kettő a hegyen, egy-egy a keleti és a nyugati lábánál.[4]

## Szabadidő

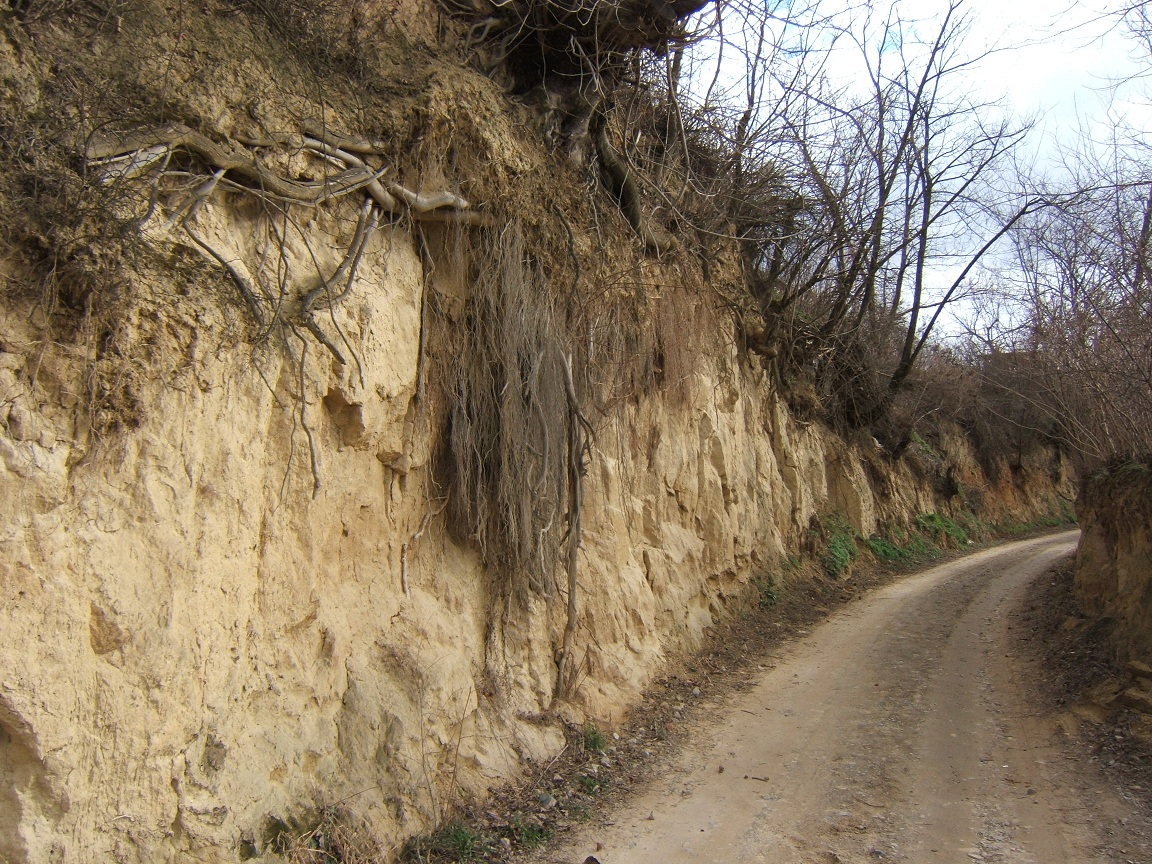
Löszmélyút a hegy oldalában

- Túra a környéken (sárga sáv turistajelzés)

## Tömegközlekedés
Ivánfahegy az alábbi helyi járatú buszokkal közelíthető meg:
| Járatszám | Útvonal                                                            |
| --------- | ------------------------------------------------------------------ |
| 6         | Helyi autóbusz-állomás - Baross G. u. - Béla király u.             |
| 7         | Helyi autóbusz-állomás - Hősök temploma - Kométa - Kaposszentjakab |